# پارک ملی پرنس ریجنتز
پارک ملی پرنس ریجنتز (به انگلیسی: Prince Regent National Park) یک منطقهٔ مسکونی در استرالیا است که در استرالیای غربی واقع شده‌است.